# Orden des Vytis-Kreuzes

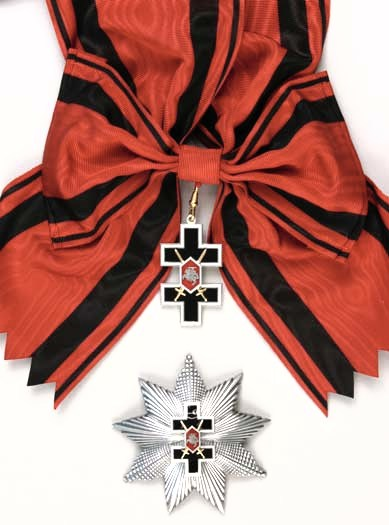
Großkreuz

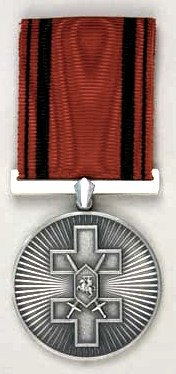
Medaille des Vytis-Kreuzes

Der Orden des Vytis-Kreuzes wurde am 18. Mai 1919 durch den Präsidenten der Republik Litauen Aleksandras Stulginskis gestiftet und kann an Personen zur Verleihung kommen, die sich um die Freiheit und die Unabhängigkeit des Landes verdient gemacht haben. Verleihungen erfolgten bis zur Besetzung der Republik im Jahre 1940. Nach der erneuten Unabhängigkeit Litauens wurde der Orden am 15. Januar 1991 wiederhergestellt.

## Ordensklassen
Der Orden besteht aus fünf Klassen
1. Großkreuz
2. Großoffizier
3. Kommandeur
4. Offizier
5. Ritter

Dem Orden ist die  Medaille des Vytis-Kreuzes affilliert.

## Ordensdekoration
Das Ordenszeichen ist ein schwarz emailliertes, mit einem weißen Rand versehenes Lothringer Kreuz. Auf dem senkrechten Balken liegt das rot emaillierte Staatswappen, das von zwei gekreuzten Schwertern unterlegt ist. Im Revers findet sich in den waagrechten Querbalken oben die Inschrift UŽ NARSUMA  (Für Tapferkeit) und im unteren 1919 (Stiftungsjahr).

## Trageweise
Das Großkreuz wird an einer Schärpe von der rechten zur linken Seite sowie mit einem neunstrahligen Bruststern, auf dem das Ordenszeichen aufliegt, getragen. Großoffiziere dekorieren die Auszeichnung ebenso wie die Kommandeure als Halsorden, allerdings tragen sie zusätzlich den beschriebenen Bruststern. Offiziere und Ritter tragen die Auszeichnung am Band auf der linken Brustseite. Beide Klassen unterscheiden sich lediglich durch die Anzahl einer Bandauflage in Form eines Eichenlaubastes.
Das Ordensband ist moirerot mit einem breiten und einem schmalen schwarzen Seitenstreifen.